# Pseudochazara tarbagata
Pseudochazara tarbagata är en fjärilsart som beskrevs av Otto Staudinger 1901. Pseudochazara tarbagata ingår i släktet Pseudochazara och familjen praktfjärilar. Inga underarter finns listade i Catalogue of Life.